# Чемпионат Северной, Центральной Америки и Карибского бассейна по волейболу среди мужчин 2011
22-й чемпионат Северной, Центральной Америки и Карибского бассейна (NORCECA) по волейболу среди мужчин прошёл с 29 августа по 3 сентября 2011 года в Маягуэсе (Пуэрто-Рико) с участием 8 национальных сборных команд. Чемпионский титул в 15-й раз в своей истории и во 2-й раз подряд выиграла сборная Кубы.

## Команды-участницы
Пуэрто-Рико — страна-организатор;
Канада, Куба, Мексика, США, Тринидад и Тобаго — по результатам рейтинга NORCECA;
Коста-Рика — чемпион Центральной Америки.
Сент-Люсия — по итогам чемпионата Карибской зональной волейбольной ассоциации (CAZOVA) (2-е место).

## Система проведения чемпионата
8 команд-участниц на предварительном этапе разбиты на две группы, в которых команды играют в один круг. За победу со счётом 3:0 победитель получает 6 очков, за победу 3:1 — 5, 3:2 — 4 очка, за поражение 2:3 проигравший получает 3 очка, 1:3 — 2 и 0:3 — 1 очко. Победители групп напрямую выходят в полуфинал плей-офф. Команды, занявшие в группах 2-е и 3-и места, выходят в четвертьфинал и в стыковых матчах определяют ещё двух участников полуфинала. Полуфиналисты по системе с выбыванием определяют призёров первенства. Итоговые 5—8-е места также по системе с выбыванием разыгрывают проигравшие в 1/4-финала и худшие команды в группах.

## Предварительный этап

### Группа А
| М | Команда     | 1   | 2   | 3   | 4   | И | В | П | С/П | О  |
| - | ----------- | --- | --- | --- | --- | - | - | - | --- | -- |
| 1 | Канада      |     | 3:0 | 3:1 | 3:0 | 3 | 3 | 0 | 9:1 | 17 |
| 2 | Пуэрто-Рико | 0:3 |     | 3:0 | 3:0 | 3 | 2 | 1 | 6:3 | 13 |
| 3 | Мексика     | 1:3 | 0:3 |     | 3:0 | 3 | 1 | 2 | 4:6 | 9  |
| 4 | Сент-Люсия  | 0:3 | 0:3 | 0:3 |     | 3 | 0 | 3 | 0:9 | 3  |

29 августа: Канада — Мексика 3:1 (25:21, 23:25, 27:25, 25:22); Пуэрто-Рико — Сент-Люсия 3:0 (25:11, 25:17, 25:11).
30 августа: Канада — Сент-Люсия 3:0 (25:18, 25:14, 25:13); Пуэрто-Рико — Мексика 3:0 (27:25, 25:19, 25:17).
31 августа: Мексика — Сент-Люсия 3:0 (25:16, 25:14, 25:22); Канада — Пуэрто-Рико 3:0 (25:17, 25:20, 25:17).

### Группа В
| М | Команда           | 1   | 2   | 3   | 4   | И | В | П | С/П | О  |
| - | ----------------- | --- | --- | --- | --- | - | - | - | --- | -- |
| 1 | США               |     | 3:1 | 3:0 | 3:0 | 3 | 3 | 0 | 9:1 | 17 |
| 2 | Куба              | 1:3 |     | 3:0 | 3:0 | 3 | 2 | 1 | 7:3 | 14 |
| 3 | Тринидад и Тобаго | 0:3 | 0:3 |     | 3:0 | 3 | 1 | 2 | 3:6 | 8  |
| 4 | Коста-Рика        | 0:3 | 0:3 | 0:3 |     | 3 | 0 | 3 | 0:9 | 3  |

29 августа: США — Тринидад и Тобаго 3:0 (25:15, 25:7, 25:12); Куба — Коста-Рика 3:0 (25:16, 25:13, 25:15).
30 августа: Куба — Тринидад и Тобаго 3:0 (25:14, 25:15, 25:13); США — Коста-Рика 3:0 (25:16, 25:12, 25:9).
31 августа: Тринидад и Тобаго — Коста-Рика 3:0 (26:24, 25:17, 28:26); США — Куба 3:1 (24:26, 25:23, 25:23, 25:17).

## Плей-офф

### Четвертьфинал
1 сентября
Куба — Мексика 3:0 (25:10, 25:23, 25:14)
Пуэрто-Рико — Тринидад и Тобаго 3:0 (25:17, 25:15, 25:19)

### Полуфинал за 1—4 места
2 сентября
Куба — Канада 3:2 (23:25, 25:17, 24:26, 25:17, 15:9)
США — Пуэрто-Рико 3:0 (25:14, 25:16, 26:24)

### Полуфинал за 5—8 места
2 сентября
Тринидад и Тобаго — Сент-Люсия 3:0 (25:20, 25:21, 25:17)
Мексика — Коста-Рика 3:2 (23:25, 22:25, 25:12, 25:15, 15:11)

### Матч за 7-е место
3 сентября
Коста-Рика — Сент-Люсия 3:0 (25:23, 25:10, 25:18)

### Матч за 5-е место
3 сентября
Мексика — Тринидад и Тобаго 3:0 (25:20, 25:12, 25:21)

### Матч за 3-е место
3 сентября
Канада — Пуэрто-Рико 3:0 (25:20, 25:23, 25:14)

### Финал
3 сентября
Куба — США 3:2 (25:23, 29:27, 25:27, 19:25, 15:8)

## Итоги

### Положение команд
| Куба                 |
| США                  |
| Канада               |
| 4. Пуэрто-Рико       |
| 5. Мексика           |
| 6. Тринидад и Тобаго |
| 7. Коста-Рика        |
| 8. Сент-Люсия        |

### Призёры
Куба: Вильфредо Леон Венеро, Густаво Лейва, Яссел Пердомо, Леандро Масиас, Кейбел Гутьеррес Торрес, Османи Камехо, Денни де Хесус Эрнандес, Генри Белл, Райдел Хьерресуэло Агирре, Исбел Меса, Йоандри Диас Карменате, Фернандо Эрнандес Рамос. Главный тренер — Орландо Самуэльс Блэквуд.
  США: Мэттью Андерсон, Шон Руни, Эван Патак, Дэвид Ли, Ричард Лэмбурн, Пол Лотмэн, Райан Миллар, Клейтон Стэнли, Кевин Хансен, Брайан Торнтон, Джэйсон Джаблонски, Максвелл Холт. Главный тренер — Алан Найп.
  Канада: Никлас Канди, Дэниэл Льюис, Джожуа Хоуэтсон, Джастин Дафф, Адан Симак, Дастин Шнейдер, Тонтье ван Ланквельт, Стив Бринкмэн, Гэвин Шмитт, Фредерик Уинтерс, Александр Гомон, Джон Гордон Перрин. Главный тренер — Гленн Хоуг.

### Индивидуальные призы
MVP:  Кейбел Гутьеррес Торрес
Лучший нападающий:  Вильфредо Леон Венеро
Лучший блокирующий:  Дэвид Ли
Лучший на подаче:  Фернандо Эрнандес Рамос
Лучший на приёме:  Кейбел Гутьеррес Торрес
Лучший в защите:  Кейбел Гутьеррес Торрес
Лучший связующий:  Дастин Шнейдер
Лучший либеро:  Кейбел Гутьеррес Торрес
Самый результативный:  Вильфредо Леон Венеро